# مجلس النواب البحريني 2010
مجلس النواب البحريني 2010 (الفصل التشريعي الثالث) من 14 ديسمبر 2010 حتى 14 ديسمبر 2014 , أجريت انتخابات المجلس على جولتين الجولة الأولى في يوم السبت 23 أكتوبر 2010 وجولة الأعادة في يوم السبت 30 أكتوبر 2010 في الدوائر الأنتخابية التي يحسم فيها الفائزين لعدم تحقق الأغلبية المطلقة للأصوات , وأختار المجلس في جلسته الأولى التي عقدت يوم الثلثاء 14 ديسمبر 2010 خليفة أحمد الظهراني رئيساً للمجلس وخليل إبراهيم المرزوق نائبا أول للرئيس والشيخ عادل عبدالرحمن المعاودة نائبا ثانياً للرئيس وكما أنتخب المجلس في 4 أبريل 2011 عبدالله خلف الدوسري نائبًا أول للرئيس بعد أستقالة خليل المرزوق من عضوية المجلس

## انتخابات مجلس النواب
في يوم الأثنين 9 أغسطس 2010 أصدر صاحب الجلالة الملك حمد بن عيسى آل خليفة ملك مملكة البحرين أمراً ملكي بتحديد يوم السبت 23 أكتوبر 2010 موعداً للانتخابات وكما حدد الأمر الملكي يوم السبت 30 أكتوبر 2010 موعداً لإعادة الانتخاب في حال عدم التمكن من حسم الفائزين في الجولة الأولى للانتخابات ، وكما نص الأمر الملكي على فتح باب الترشح للانتخابات خلال الفترة 12 - 16 سبتمبر 2010.
وفي يوم السبت 23 أكتوبر 2010 أجريت الجولة الأولى للانتخابات وأعلن بعد أغلاق صناديق الأقتراع وفرز الأصوات نتائج هذه الجولة حيث فاز 31 مرشح في هذه الجولة بعضوية المجلس ولم يتم حسم الفائزين في بقية الدوائر الأنتخابية لعدم تحقق الأغلبية المطلقة للأصوات بين المرشحين الحاصلين على المركز الأول والثاني حيث أحريت في يوم السبت 30 أكتوبر 2010 جولة الإعادة بين المرشحين الحاصلين على المركز الأول والثاني في الدوائر الانتخابية التي لم يحسم فيها الفائزين في الجولة الأولى وأعلن بعد إغلاق صناديق الاقتراع وفرز الأصوات نتائج هذه الجولة.

## أعضاء مجلس النواب

### أعضاء المجلس منذ 16 يونيو 2012 حتى نهاية الفصل التشريعي
| أسم العضو | الدائرة الأنتخابية | المحافظة | الجمعية السياسية             |
| --- | ------------------ | -------- | ---------------------------- |
| عادل العسومي | الأولى             | العاصمة  |                              |
| أحمد قراطة | الثانية            | العاصمة  |                              |
| أبتسام هجرس | الثالثة            | العاصمة  |                              |
| علي شمطوط | الرابعة            | العاصمة  |                              |
| الدكتور حسن بوخماس | الخامسة            | العاصمة  |                              |
| عبدالرحمان بومجيد | السادسة            | العاصمة  |                              |
| عبدالحكيم الشمري | السابعة            | العاصمة  |                              |
| جمال صالح | الثامنة            | العاصمة  |                              |
| الشيخ عادل المعاودة | الأولى             | المحرق   | جمعية الأصالة                |
| عبدالحميد المير | الثانية            | المحرق   |                              |
| علي أحمد | الثالثة            | المحرق   |                              |
| محمد المحمود | الرابعة            | المحرق   |                              |
| عيسى الكوهجي | الخامسة            | المحرق   |                              |
| عباس الماضي | السادسة            | المحرق   |                              |
| عثمان الريس | السابعة            | المحرق   |                              |
| سمير الخادم | الثامنة            | المحرق   |                              |
| علي حسن | الأولى             | الشمالية |                              |
| سوسن تقوي | الثانية            | الشمالية |                              |
| علي الدرازي | الثالثة            | الشمالية |                              |
| حسن الدوسري | الرابعة            | الشمالية |                              |
| سلمان الشيخ | الخامسة            | الشمالية |                              |
| محمد العمادي | السادسة            | الشمالية | جمعية المنبر الوطني الأسلامي |
| خالد المالود | السابعة            | الشمالية |                              |
| محمد بوقيس | الثامنة            | الشمالية |                              |
| خالد عبدالعال | التاسعة            | الشمالية |                              |
| سمية الجودر | الأولى             | الوسطى   |                              |
| أحمد الساعاتي | الثانية            | الوسطى   |                              |
| عدنان المالكي | الثالثة            | الوسطى   |                              |
| عيسى القاضي | الرابعة            | الوسطى   |                              |
| أسامة التميمي | الخامسة            | الوسطى   |                              |
| جواد عبدالله | السادسة            | الوسطى   |                              |
| الشيخ عبدالحليم مراد | السابعة            | الوسطى   | جمعية الأصالة                |
| علي زايد | الثامنة            | الوسطى   |                              |
| خليفة الظهراني | التاسعة            | الوسطى   |                              |
| الشيخ جاسم السعيدي | الأولى             | الجنوبية |                              |
| عبدالله حويل | الثانية            | الجنوبية |                              |
| أحمد الملا | الثالثة            | الجنوبية |                              |
| عبدالله الدوسري | الرابعة            | الجنوبية |                              |
| خميس الرميحي | الخامسة            | الجنوبية |                              |
| لطيفة القعود | السادسة            | الجنوبية |                              |
| في أبريل 2012 صدر مرسوماً بتعين غانم البوعينين وزيراً للدولة للشؤون الخارجية وبذالك شغر مقعد الدائرة الثامنة في محافظة المحرق الذي كان يمثلها غانم البوعينين وأجريت أنتخابات تكميلية في الدائرة الثامنة من محافظة المحرق يوم السبت 16 يونيو 2012 حيث فاز خلالها سمير الخادم بعضوية المجلس |                    |          |                              |

### أعضاء المجلس منذ 24 سبتمبر 2011 حتى 16 يونيو 2012
| أسم العضو | الدائرة الأنتخابية | المحافظة | الجمعية السياسية             |
| --- | ------------------ | -------- | ---------------------------- |
| عادل العسومي | الأولى             | العاصمة  |                              |
| أحمد قراطة | الثانية            | العاصمة  |                              |
| أبتسام هجرس | الثالثة            | العاصمة  |                              |
| علي شمطوط | الرابعة            | العاصمة  |                              |
| الدكتور حسن بوخماس | الخامسة            | العاصمة  |                              |
| عبدالرحمان بومجيد | السادسة            | العاصمة  |                              |
| عبدالحكيم الشمري | السابعة            | العاصمة  |                              |
| جمال صالح | الثامنة            | العاصمة  |                              |
| الشيخ عادل المعاودة | الأولى             | المحرق   | جمعية الأصالة                |
| عبدالحميد المير | الثانية            | المحرق   |                              |
| علي أحمد | الثالثة            | المحرق   |                              |
| محمد المحمود | الرابعة            | المحرق   |                              |
| عيسى الكوهجي | الخامسة            | المحرق   |                              |
| عباس الماضي | السادسة            | المحرق   |                              |
| عثمان الريس | السابعة            | المحرق   |                              |
| غانم البوعينين | الثامنة            | المحرق   |                              |
| علي حسن | الأولى             | الشمالية |                              |
| سوسن تقوي | الثانية            | الشمالية |                              |
| علي الدرازي | الثالثة            | الشمالية |                              |
| حسن الدوسري | الرابعة            | الشمالية |                              |
| سلمان الشيخ | الخامسة            | الشمالية |                              |
| محمد العمادي | السادسة            | الشمالية | جمعية المنبر الوطني الأسلامي |
| خالد المالود | السابعة            | الشمالية |                              |
| محمد بوقيس | الثامنة            | الشمالية |                              |
| خالد عبدالعال | التاسعة            | الشمالية |                              |
| سمية الجودر | الأولى             | الوسطى   |                              |
| أحمد الساعاتي | الثانية            | الوسطى   |                              |
| عدنان المالكي | الثالثة            | الوسطى   |                              |
| عيسى القاضي | الرابعة            | الوسطى   |                              |
| أسامة التميمي | الخامسة            | الوسطى   |                              |
| جواد عبدالله | السادسة            | الوسطى   |                              |
| الشيخ عبدالحليم مراد | السابعة            | الوسطى   | جمعية الأصالة                |
| علي زايد | الثامنة            | الوسطى   |                              |
| خليفة الظهراني | التاسعة            | الوسطى   |                              |
| الشيخ جاسم السعيدي | الأولى             | الجنوبية |                              |
| عبدالله حويل | الثانية            | الجنوبية |                              |
| أحمد الملا | الثالثة            | الجنوبية |                              |
| عبدالله الدوسري | الرابعة            | الجنوبية |                              |
| خميس الرميحي | الخامسة            | الجنوبية |                              |
| لطيفة القعود | السادسة            | الجنوبية |                              |
| حدث تغير في تشكيلة المجلس بعد أستقالة جميع النواب المنتمين لجمعية الوفاق الذي يصل عددهم إلى 18 نائب وقبل المجلس أستقالاتهم وأجريت أنتخابات تكميلية في يوم السبت 24 سبتمبر 2011 |                    |          |                              |

### أعضاء المجلس خلال الفترة 14 ديسمبر 2010 حتى سنة 2011
| أسم العضو            | الدائرة الأنتخابية | المحافظة | الجمعية السياسية             |
| -------------------- | ------------------ | -------- | ---------------------------- |
| عادل العسومي         | الأولى             | العاصمة  |                              |
| خليل المرزوق         | الثانية            | العاصمة  | جمعية الوفاق                 |
| السيد هادي الموسوي   | الثالثة            | العاصمة  | جمعية الوفاق                 |
| عبدالجليل خليل       | الرابعة            | العاصمة  | جمعية الوفاق                 |
| محمد المزعل          | الخامسة            | العاصمة  | جمعية الوفاق                 |
| عبدالرحمان بومجيد    | السادسة            | العاصمة  |                              |
| عبدالحميد السبع      | السابعة            | العاصمة  | جمعية الوفاق                 |
| السيد جميل كاظم      | الثامنة            | العاصمة  | جمعية الوفاق                 |
| الشيخ عادل المعاودة  | الأولى             | المحرق   | جمعية الأصالة                |
| عبدالحميد المير      | الثانية            | المحرق   |                              |
| علي أحمد             | الثالثة            | المحرق   |                              |
| محمد المحمود         | الرابعة            | المحرق   |                              |
| عيسى الكوهجي         | الخامسة            | المحرق   |                              |
| علي العشيري          | السادسة            | المحرق   | جمعية الوفاق                 |
| عثمان الريس          | السابعة            | المحرق   |                              |
| غانم البوعينين       | الثامنة            | المحرق   |                              |
| مطر مطر              | الأولى             | الشمالية | جمعية الوافق                 |
| علي الأسود           | الثانية            | الشمالية | جمعية الوافق                 |
| عبدالحسين المتغوي    | الثالثة            | الشمالية | جمعية الوافق                 |
| حسن الدوسري          | الرابعة            | الشمالية |                              |
| السيد محمد مجيد      | الخامسة            | الشمالية | جمعية الوفاق                 |
| محمد العمادي         | السادسة            | الشمالية | جمعية المنبر الوطني الأسلامي |
| جاسم حسين            | السابعة            | الشمالية | جمعية الوفاق                 |
| جواد فيروز           | الثامنة            | الشمالية | جمعية الوفاق                 |
| حسن سلطان            | التاسعة            | الشمالية | جمعية الوفاق                 |
| سلمان سالم           | الأولى             | الوسطى   | جمعية الوفاق                 |
| السيد عبدالله العالي | الثانية            | الوسطى   | جمعية الوفاق                 |
| عدنان المالكي        | الثالثة            | الوسطى   |                              |
| عيسى القاضي          | الرابعة            | الوسطى   |                              |
| عبدعلي محمد          | الخامسة            | الوسطى   | جمعية الوفاق                 |
| الشيخ حسن مرزوق      | السادسة            | الوسطى   | جمعية الوفاق                 |
| الشيخ عبدالحليم مراد | السابعة            | الوسطى   | جمعية الأصالة                |
| علي زايد             | الثامنة            | الوسطى   |                              |
| خليفة الظهراني       | التاسعة            | الوسطى   |                              |
| الشيخ جاسم السعيدي   | الأولى             | الجنوبية |                              |
| عبدالله حويل         | الثانية            | الجنوبية |                              |
| أحمد الملا           | الثالثة            | الجنوبية |                              |
| عبدالله الدوسري      | الرابعة            | الجنوبية |                              |
| خميس الرميحي         | الخامسة            | الجنوبية |                              |
| لطيفة القعود         | السادسة            | الجنوبية |                              |

## الجلسة الأولى
عقد مجلس النواب جلسته الأولى لدور الأنعقاد الأول في يوم الثلثاء 14 ديسمبر 2010 وذالك بعد أن تفضل صاحب الجلالة الملك حمد بن عيسى آل خليفة ملك البحرين في نفس اليوم بأفتتاح دور الأنعقاد الأول من الفصل التشريعي الثالث لمجلسي الشورى والنواب 
وخلال الجلسة أدى أعضاء المجلس اليمين الدستورية وكما تم تزكية خليفة أحمد الظهراني رئيساً لمجلس النواب وخليل إبراهيم المرزوق نائباً أول للرئيس والشيخ عادل عبدالرحمن المعاودة نائباً ثانياً للرئيس
وفي 4 أبريل 2011 أنتخب المجلس عبدالله خلف الدوسري نائباً أول للرئيس بعد أستقالة خليل المرزوق من عضوية المجلس